# Iuliu Vuia
Iuliu Vuia (n. 11 martie 1865, Felnac, comitatul Timiș, Regatul Ungariei – d. 24 iulie 1933, Caransebeș, Regatul României) a fost un deputat în Marea Adunare Națională de la Alba Iulia, organismul legislativ reprezentativ al „tuturor românilor din Transilvania, Banat și Țara Ungurească”, cel care a adoptat hotărârea privind Unirea Transilvaniei cu România, la 1 decembrie 1918.

## Biografie
Iuliu Vuia s-a născut la 11 martie în localitatea bănățeană Felnac, din județul Arad (la acea vreme făcea parte din comitatul Timiș). Este fiul lui Eftimiu și Ecaterina Vuia, fiica lui Constantin Diaconovici-Loga. A urmat școala primară în satul natal, unde tatăl său era învățător, apoi gimnaziul la Timișoara. După absolvirea acestuia a urmat cursurile Preparandiei din Arad, pe care a absolvit-o în 1881. După terminarea studiilor a fost învățător la Timișoara, Remetea, Belinț, Chesinț. La Timișoara a lucrat în cancelaria lui Meletie Dreghici și a colaborat la „Luminatorul”. Din 1886 până în 1910 a fost învățător și director al școlii din Comloșu Mare, sat de pustă românesc cu o deosebită activitate națională.
A întemeiat un cor românesc, a organizat serbări culturale, conferințe pe diferite teme, le-a organizat o excursie la București (în 1906), a întemeiat o filială locală a „Astrei”, atrăgând prin activitatea sa atenția autorităților, care îl califică drept „naționalist exaltat” și îl mută timp de un an la Ciacova.
În 1910, la vârsta de 45 de ani, este „pensionat” în baza Legii Apponyi. Atunci decide să se mute la Caransebeș. Aici va participa la activitatea mai multor societăți culturale. În timpul Primului Război Mondial este închis la Timișoara și la Seghedin, unde suferă maltratări.
În 1919 organizează și conduce la Sibiu Congresul învățătorilor din Banat și Transilvania (24 februarie). Tot în acest an reintră în învățământ, la Școala pedagogică din Caransebeș. În paralel se înscrie la fără frecvență la Universitatea din Cluj și se califică drept profesor de istorie-geografie la Școala din Caransebeș. Aici înființează Ateneul popular, devine președinte al Casinei române, al Casei Naționale și al Asociației profesorilor secundari din Caransebeș. Va fi și deputat al sinoadelor eparhiale și ale Congresului Național Bisericesc.
Cărturarul a continuat să-și manifeste actele de patriotism până la finalul vieții.
„A realizat o mare colectă pentru ridicarea monumentelor eroilor Horea, Cloșca și Crișan, de la Alba-Iulia, precum și pentru înființarea unui cămin pentru studenții bănățeni din București. Monumentul respectiv a fost ridicat în anul 1937, de sculptorul Iosif Fekete, însă Iuliu Vuia n-a mai apucat să-l vadă”, a mai adăugat tânărul cercetător clujean David Tonea.

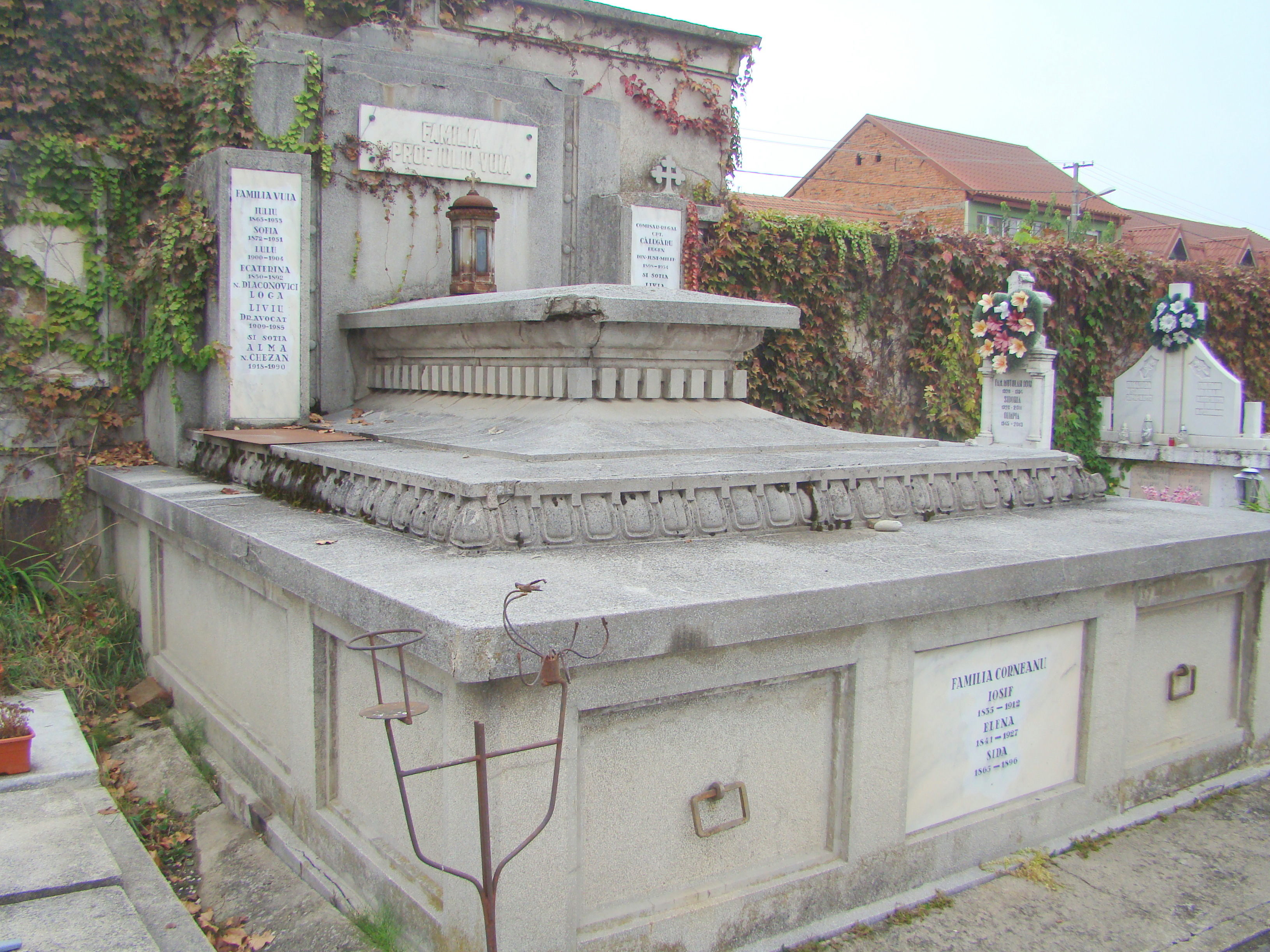
Cavoul familiei Vuia (monument istoric)

Este înmormântat în Cimitirul Bisericii „Sfântul Ioan Botezătorul”, de pe strada Muntele Mic, lângă ilustrul său bunic, cărturarul și scriitorul Constantin Diaconovici Loga.
Cavoul familiei Vuia figurează pe Lista monumentelor istorice din România, în categoria Monumente memoriale și funerare.

## Activitate politică
În 1919 organizează și conduce la Sibiu Congresul învățătorilor din Banat și Transilvania (24 februarie). Tot în acest an reintră în învățământ, la Școala pedagogică din Caransebeș. În paralel se înscrie la fără frecvență la Universitatea din Cluj și se califică drept profesor de istorie-geografie la Școala din Caransebeș. Aici înființează Ateneul popular, devine președinte al Casinei române, al Casei Naționale și al Asociației profesorilor secundari din Caransebeș. Va fi și deputat al sinoadelor eparhiale și ale Congresului Național Bisericesc.
În politică activează puțin, fiind ales deputat în Parlamentul țării din partea cercului electoral Bocșa. Pentru activitatea sa intensă în slujba națiunii române, a fost răsplătit cu ordinul Steaua României în grad de ofițer, cu Răsplata muncii clasa I și Ordinul Ferdinand. La 24 iulie 1930 s-a pensionat și a decedat în 1933 la Caransebeș, la vârsta de 68 de ani.